# Niki (Vorname)
Niki (altgriechisch Νίκη Níkē, deutsch ‚Sieg‘) ist ein griechischer weiblicher Vorname. Der Name Niki wird außerdem auch zur Abkürzung weiblicher und männlicher Namen verwendet wie etwa Nikoleta oder Nikolaus.

## Herkunft und Bedeutung
Der Name kommt aus dem Griechischen und wird im Deutschen häufig als Nike übersetzt. Er stammt von der griechischen Göttin des Sieges und bedeutet übersetzt Sieg.

## Varianten
- Nici
- Nicky
- Nicki
- Nikki
- Nikky
- Nicci

## Bekannte Namensträgerinnen
- Niki Bakogianni (* 1968), griechische Hochspringerin
- Niki Caro (* 1967), neuseeländische Regisseurin
- Niki Chow (* 1979), chinesische Schauspielerin
- Niki De Cock (* 1985), belgische Fußballspielerin und -trainerin
- Niki Eideneier-Anastassiadi (* 1940), deutsch-griechische Übersetzerin und Verlegerin
- Niki Garangouni (* 1977), griechische Volleyball-Nationalspielerin (Mittelblockerin)
- Niki Gudex (* 1978), australische Mountainbikefahrerin
- Niki Haris (* 1962), US-amerikanische Pop- und Jazz-Sängerin
- Niki Karimi (* 1971), iranische Schauspielerin und Regisseurin
- Niki Kerameos (* 1980), griechische Politikerin
- Niki Mossböck (* 1969), österreichische Filmeditorin
- Niki de Saint Phalle (1930–2002), schweizerisch-französische Malerin und Bildhauerin
- Niki Vörös (* 1979), ungarische Jazzsängerin
- Niki Xanthou (* 1973), griechische Weitspringerin

## Bekannte Namensträger
- Niki Aebersold (* 1972), Schweizer Profi-Radrennfahrer
- Niki Böschenstein (* 1985), Schweizer Kunstturner
- Niki Byrgesen (* 1990), dänischer Bahnradfahrer
- Niki Drozdowski (* 1979), deutscher Drehbuchautor und Filmregisseur
- Niki Ganahl (1956–2015), österreichischer Entertainer
- Niki Lauda (1949–2019), österreichischer Rennfahrer und Unternehmer
- Niki List (1956–2009), österreichischer Filmregisseur, Drehbuchautor und Produzent
- Niki Marty (* 1973), Schweizer Sportschütze
- Niki Nowotny (* 1967), deutscher Hörspielsprecher und ehemaliger Kinderdarsteller
- Niki Østergård (* 1988), dänischer Radrennfahrer
- Niki Reiser (* 1958), Schweizer Musiker und Komponist
- Niki Sirén (* 1976), schweizerisch-finnischer Eishockeyspieler
- Niki Stajković (1959–2017), österreichischer Wasserspringer
- Niki Stein (* 1961), deutscher Regisseur und Drehbuchautor
- Niki Terpstra (* 1984), niederländischer Radrennfahrer
- Niki Wagner (* 1977), deutscher Fußballspieler
- Niki Waltl (* 1983), österreichischer Kameramann
- Niki Wuchinger (1923–2020), österreichischer Trompeter
- Niki Zimling (* 1985), dänischer Fußballspieler
- Niki Zitny (* 1973), österreichischer Profigolfer